# Enrique López Pérez
 Enrique López Pérez  (nacido el 3 de junio de 1991) es un tenista profesional español.

## Carrera
Su mejor ranking individual es el Nº 154 alcanzado el 16 de julio de 2018, mientras que en dobles logró la posición 138 el 1 de octubre de 2018.
Ha logrado hasta el momento 1 título de la categoría ATP Challenger Tour en la modalidad individual y 2 títulos en la modalidad de dobles, así como también ha obtenido varios títulos Futures tanto en individuales como en dobles.

### 2014
El 9 de agosto ganó su primer título de la categoría ATP Challenger Series cuando ganó el título del Challenger de San Marino junto al moldavo Radu Albot. Derrotaron en la final a la pareja formada por el croata Franko Škugor y el rumano Adrian Ungur por 6-4, 6-1.

### 2015
El 8 de mayo ganó su segundo título de la categoría ATP Challenger Series cuando ganó el título del Challenger de Karshi 2015 junto al hindú Jeevan Nedunchezhiyan. Derrotaron en la final a la pareja formada por el uzbeco Dimitri Popko y el georgiano Aleksandre Metreveli por 6-1 y 6-4

### 2019
El 10 de marzo logra su primer torneo ATP Challenger Series en categoría individual, alzándose con el título en el Challenger de Zhuhai 2019, derrotando en la final a Evgeny Karlovskiy 6-1, 6-4.  

## Títulos; 3 (1 + 2)
| Leyenda                     | Individuales | Dobles |
| --------------------------- | ------------ | ------ |
| Grand Slam                  | 0            | 0      |
| ATP World Tour Finals       | 0            | 0      |
| ATP World Tour Másters 1000 | 0            | 0      |
| ATP World Tour 500 Series   | 0            | 0      |
| ATP World Tour 250 Series   | 0            | 0      |
| ATP Challenger Series       | 1            | 2      |

### Individuales
| No. | Fecha      | Torneo               | Superficie | Rival en la final | Resultado |
| --- | ---------- | -------------------- | ---------- | ----------------- | --------- |
| 1.  | 10.03.2019 | Challenger de Zhuhai | Tierra     | Evgeny Karlovskiy | 6-1, 6-4  |

### Dobles
| No. | Fecha      | Torneo                   | Superficie | Pareja                | Rival en la final                 | Resultado |
| --- | ---------- | ------------------------ | ---------- | --------------------- | --------------------------------- | --------- |
| 1.  | 09.08.2014 | Challenger de San Marino | Tierra     | Radu Albot            | Franko Škugor Adrian Ungur        | 6-4, 6-1  |
| 2.  | 07.05.2016 | Challenger de Qarshi     | Dura       | Jeevan Nedunchezhiyan | Aleksandre Metreveli Dmitry Popko | 6–1, 6–4  |